# Comuna Viktorivka, Mîronivka
Viktorivka (în ucraineană Вікторівка) este o comună în raionul Mîronivka, regiunea Kiev, Ucraina, formată din satele Frolivka, Matviivka și Viktorivka (reședința).

## Demografie
Componența lingvistică a comunei Viktorivka
     Ucraineană (96,85%)
     Rusă (3,15%)
Conform recensământului din 2001, majoritatea populației comunei Viktorivka era vorbitoare de ucraineană (96,85%), existând în minoritate și vorbitori de rusă (3,15%).